# التقسيم الإداري في الجزائر المستعمرة

خريطة التقسيمات الإدارية من 1905 إلى 1955 تظهر باللون الأحمر العمالات الثلاث في الجزائر: الجزائر العاصمة وقسنطينة ووهران. باللون الأبيض المناطق الجنوبية.

عَمَالَات الجزائر هي التقسيم الإداري السابق الذي كان متبعا بالبلاد من 1848 إلى 1962.
حتى عام 1955، كانت الجزائر مقسمة إلى ثلاث عمالات رئيسية هي الجزائر العاصمة، وهران وقسنطينة، وهو نفس التقسيم القائم قبل الاحتلال الفرنسي، في حين أن الجزء الصحراوي للبلاد، المسمى بالأراضي الجنوبية، خضع للإدارة العسكرية المباشرة. في عام 1955، أُنشئت عمالة عنابة التي اقتطعت من عمالة قسنطينة. وفي عام 1956، أُنشئت ثمانية عمالات جديدة، ثم ثلاثة عمالات إضافية في عام 1958، وألغي اثنتين منها في العام التالي.

## قبل عام 1955

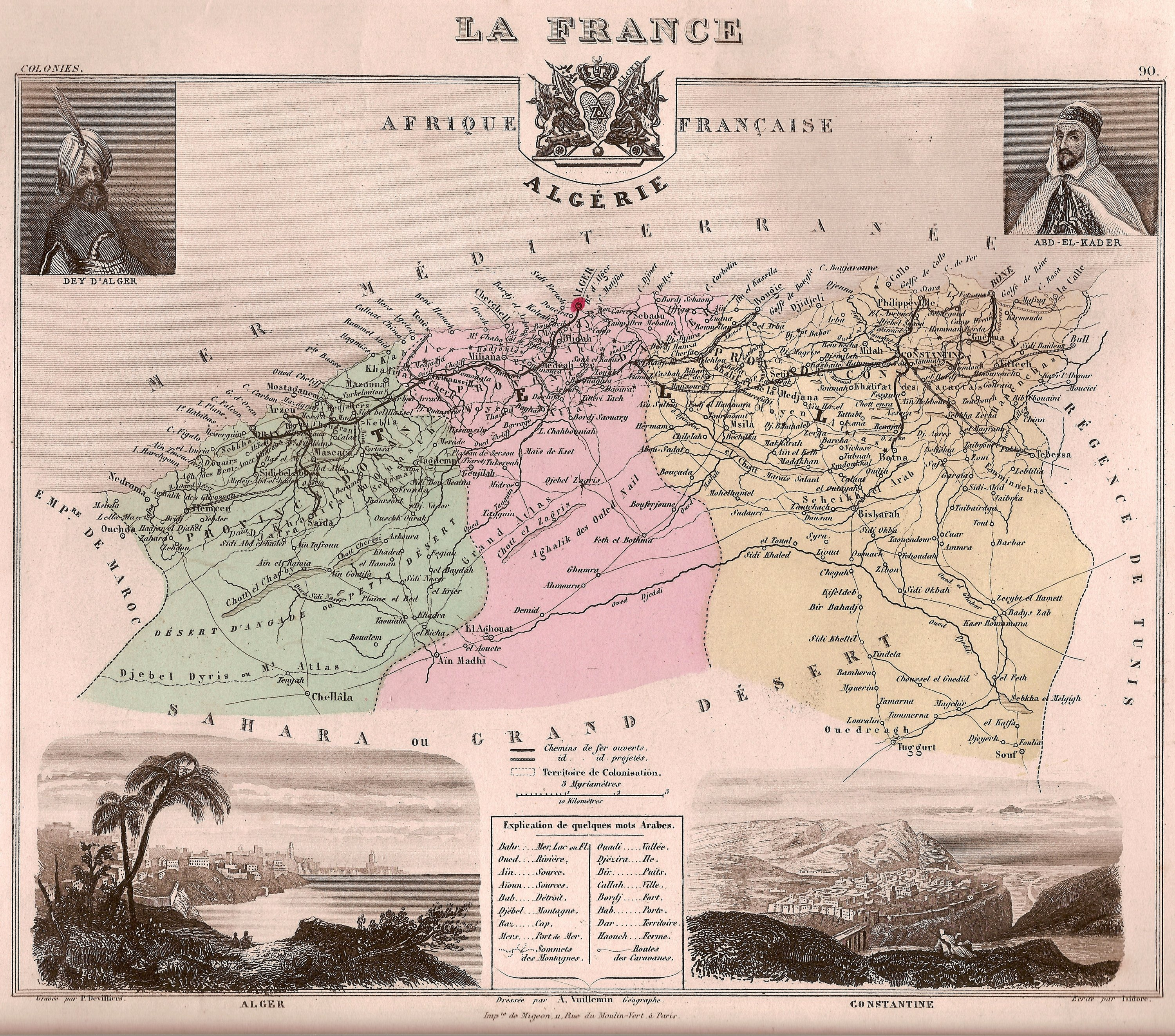
خريطة فرنسية تُظهر عمالات الجزائر الثلاث، حوالي عام 1848.

قسمت الجزائر إلى ثلاث عمالات بعد أن قررت فرنسا ضمها رسميًا واعتبارها جزاءا من أراضيها عام 1848، ضم التقسيم ثلاثة أقاليم عسكرية وثلاثة أقاليم مدنية مقسمة إلى عمالات هي: وهران والجزائر وقسنطينة التي حكم قانون سنة 24 ديسمبر سنة 1902 حدودها حتى حدوث الإصلاح الإقليمي لعام 1956. لم يقسم الجنوب الجزائري، الذي كان مشكل من تسع أقاليم جمعت داخل الأقاليم الجنوبية في عام 1902، والتي خفض عددها إلى 4 في عام 1905.
في عام 1941، رقمت العمالات الثلاث والأقاليم الجنوبية من 91 إلى 94، بنفس ترتيب العمالات الفرنسية في فرنسا. في عام 1955، أنشئت عمالة عنابة بعد اقتطاعها من عمالة قسنطينة.
| الرقم | الإسم             | المقر   | تواريخ الوجود |
| ----- | ----------------- | ------- | ------------- |
| 91    | الجزائر           | الجزائر | 1848 - 1957   |
| 92    | وهران             | وهران   | 1848 - 1957   |
| 93    | قسنطينة           | قسنطينة | 1848 - 1957   |
| 99    | عنابة             | عنابة   | 1955 - 1957   |
| 94    | الأقاليم الجنوبية | -       | 1902 - 1957   |

## بعد عام 1955

خريطة العمالات في الجزائر أثناء الإستعمار الفرنسي (9A ~ 9R) بما فيها عمالات الصحراء (8A-8B) في عام 1960.

### إنشاء عمالة عنابة واثنتي عشرة دائرة جديدة (1955-1956)
القانون رقم 55-1092، أنشأ عمالة عنابة، وقسم عمالة قسنطينة إلى قسمين:
1. عمالة قسنطينة الجديدة تم تقسيمها إلى الدوائر التالية: قسنطينة وباتنة وبجاية وسكيكدة وسطيف؛
2. عمالة عنابة، وتضم عنابة، قالمة، سوق أهراس، وتبسة.

المرسوم رقم 55-1148 المؤرخ في 28 أغسطس 1955 أنشأ تسع دوائر جديدة:
- اثنان في عمالة الجزائر العاصمة وهما:
  1. دائرة البويرة، وتضم بلديات كاملة في الأخضرية (باليسترو) وعين بسام والبويرة وبلديات مختلطة بالأخضرية وعين بسام ومشدالله؛
  2. دائرة الأربعاء ناث إيراثن (فور ناسيونال)، التي تضم بلديات كاملة في الأربعاء ناث إيراثن ومكلة بالإضافة إلى البلديات المختلطة في الأربعاء ناث إيراثن، جرجرة، أزفون وسباو العليا؛
- أربعة دوائر في قسنطينة وهي:
  1. دائرة عين البيضاء، وتضم بلديات كاملة في عين البيضاء وخنشلة بالإضافة إلى ثلاث بلديات مختلطة هي أم البواقي وخنشلة ومسكيانة؛
  2. دائرة ميلة، وتضم ست بلديات كاملة وهي عين كرمة وعين التين والقرارم وميلة وسيدي مروان وزغاية بالإضافة إلى بلدية فج مزالة (فرجيوة) المختلطة؛
  3. دائرة برج بوعريريج، وتضم ثلاث بلديات كاملة هي عين تاغروت وبرج بوعريريج وراس الواد (توكفيل سابقا)، بالإضافة إلى ثلاث بلديات مختلطة هي البيبان والمعاضيد والمسيلة؛
  4. دائرة جيجل، التي تضم خمس بلديات كاملة هي الشقفة، وجيجل، قاوس، والأمير عبد القادر (ستراسبورغ سابقا)، وزيامة المنصورية، بالإضافة إلى البلديات الثلاث المختلطة وهي جيجيل والميلية والطاهير؛
- ثلاثة دوائر في وهران وهي:
  1. عين تموشنت؛
  2. مغنية؛
  3. غليزان.

المرسوم رقم 56-29 المؤرخ يوم 11 يناير سنة 1956 أنشأ في عمالة وهران، دائرة سعيدة، والتي ضمت أربع بلديات كاملة هي بلدية سعيدة، عين الحجر، سيدي عمار (فرانشيتي سابقا) ويوب (بارتيلو سابقا)، بالإضافة إلى بلدية سعيدة المختلطة.

### إنشاء ثمانية عمالات جديدة (1956-1958)
المرسوم رقم 56-641 المؤرخ في 28 يونيو 1956 غير التنظيم الإقليمي للجزائر، عبر إنشاء ثماني عمالات جديدة:
- عمالة الجزائر العاصمة قسمت إلى أربعة عمالات هي:
  1. عمالة الجزائر الجديدة التي قسمت إلى دائرتي الجزائر والبليدة؛
  2. عمالة الشلف، التي تضم دائرة الشلف بالإضافة إلى الدائرتين الجديدتين في تنس وثنية الحد؛
  3. عمالة المدية، والتي تتألف من دوائر المدية ومليانة وسور الغزلان، وشرشال.
  4. عمالة تيزي وزو، وتضم دوائر الأربعاء ناث إيراثن وتيزي وزو والبويرة وبرج منايل؛
- قسمت عمالة وهران إلى أربعة عمالات هي:
  1. العمالة الجديدة بوهران، التي تم تقسيمها إلى دوائر وهران وسيدي بلعباس وعين تموشنت؛
  2. دائرة تلمسان وتتكون من دائرة مغنية وتلمسان؛
  3. دائرة مستغانم، وتضم دوائر مستغانم ومعسكر وغليزان؛
  4. دائرة تيارت وتضم دائرتي تيارت وسعيدة؛
- وقسمت عمالة قسنطينة من جهتها إلى ثلاث عمالات هي:
  1. عمالة قسنطينة الجديدة، والتي تم تقليصها إلى دوائر قسنطينة ، سكيكدة، جيجل وميلة؛
  2. عمالة باتنة، وتضم دوائر باتنة وعين البيضاء وبسكرة؛
  3. عمالة سطيف، وتضم دوائر سطيف وبجاية وبرج بوعريريج؛
- عمالة عنابة، وتضم دوائر عنابة، قالمة، سوق أهراس وتبسة.

### إنشاء ثلاثة عمالات جديدة (1958)
المرسوم رقم 58-271 المؤرخ في 17 مارس 1958 عدل تنظيم العمالات في الجزائر، وأنشأ ثلاثة عمالات جديدة:
1. عمالة سور الغزلان، التي شكلتها دوائر سور الغزلان وتابلاط وبوسعادة؛
2. عمالة بجاية، التي شكلتها دوائر بجاية ، أقبو، خراطة، بوقاعة وسيدي عيش؛
3. عمالة سعيدة، وتتكون من دوائر تلاغ وسعيدة وعين الصفراء والبيض والمشرية.

عدل المرسوم سالف الذكر حدود عمالتين:
1. حولت دائرة تبسة من عمالة عنابة ودمجها في عمالة باتنة؛
2. حولت دائرة بريكة من عمالة باتنة ودمجها في عمالة سطيف .

### إلغاء عمالتين (1959)
في عام 1959، ألغيت عمالتي سور الغزلان وبجاية.
استمرت العمالات الأخرى حتى استقلال الجزائر عام 1962.
ومن ناحية أخرى، ظلت التقسيمات الإقليمية لهذه العمالات حتى عام 1974، والتي استبدلت بمصطلح الولايات ابتداءً من الاستقلال مع الاحتفاظ بنفس الترميز المخصص على لوحات الترقيم لبضع سنوات.
| الرمز | الاسم       | المقر       | تواريخ الوجود |
| ----- | ----------- | ----------- | ------------- |
| 9A    | الجزائر     | الجزائر     | 1957-1962     |
| 9B    | باتنة       | باتنة       | 1957-1962     |
| 9C    | عنابة       | عنابة       | 1955-1962     |
| 9D    | قسنطينة     | قسنطينة     | 1957-1962     |
| 9E    | المدية      | المدية      | 1957-1962     |
| 9F    | مستغانم     | مستغانم     | 1957-1962     |
| 9G    | وهران       | وهران       | 1957-1962     |
| 9H    | الشلف       | الشلف       | 1957-1962     |
| 9J    | سطيف        | سطيف        | 1957-1962     |
| 9K    | تيارت       | تيارت       | 1957-1962     |
| 9L    | تيزي وزو    | تيزي وزو    | 1957-1962     |
| 9M    | تلمسان      | تلمسان      | 1957-1962     |
| 9N    | سور الغزلان | سور الغزلان | 1958-1959     |
| 9P    | بجاية       | بجاية       | 1958-1959     |
| 9R    | سعيدة       | سعيدة       | 1958-1962     |

## بعد الاستقلال
بعد استقلال الجزائر صدر المرسوم رقم 63-189 ليوم 16 مارس من سنة 1963 الذي تمسك بنفس التقسيم الإداري للبلاد عبر إنشاء خمس عشرة ولاية جديدة. أعيدت تسمية عمالتي عنابة والشلف بعد أن كانتا تحملان أسامي فرنسية، بالتوازي مع حملة وطنية لإعادة تسمية كل الأماكن التي تحمل أسماء فرنسية، وأصبحت تسمى على التوالي ولايتي عنابة والأصنام. أصبحت عمالة باتنة تسمى ولاية الأوراس بموجب المرسوم 63-486 ليوم 2 ديسمبر من سنة 1963 ثم أعيدت تسميتها بإسمها السابق سنة 1965.

## الهوامش والمراجع
1. ↑  Voir page 55 dans le Code officiel géographique, Courrier des statistiques no 108, décembre 2003, ص. 
53-62, Gérard Lang, Insee. "نسخة مؤرشفة". مؤرشف من الأصل في 2018-12-19. اطلع عليه بتاريخ 2022-02-14.{{استشهاد ويب}}:  صيانة الاستشهاد: BOT: original URL status unknown (link)
2. 1 2 3  [[#CITEREF|]].

#### النصوص القانونية الفرنسية حول التقسيم الإداري

##### استحداث عمالات الجزائر وقسنطينة ووهران
- مرسوم 9 ديسمبر 1848 حول تنظيم الإدارة العامة في الجزائر، في Duvergier, Jean-Baptiste (1848). Collection complète des lois, décrets, ordonnances et avis du Conseil d'État (بالفرنسية). Paris. p. 683-685. ISSN:1762-4096. Archived from the original on 2023-05-28. Retrieved 27 septembre 2016. {{استشهاد بكتاب}}: تحقق من التاريخ في: |تاريخ الوصول= (help) Duvergier, Jean-Baptiste (1848). Collection complète des lois, décrets, ordonnances et avis du Conseil d'État (بالفرنسية). Paris. p. 683-685. ISSN:1762-4096. Archived from the original on 2023-05-28. Retrieved 27 septembre 2016. {{استشهاد بكتاب}}: تحقق من التاريخ في: |تاريخ الوصول= (help) Duvergier, Jean-Baptiste (1848). Collection complète des lois, décrets, ordonnances et avis du Conseil d'État (بالفرنسية). Paris. p. 683-685. ISSN:1762-4096. Archived from the original on 2023-05-28. Retrieved 27 septembre 2016. {{استشهاد بكتاب}}: تحقق من التاريخ في: |تاريخ الوصول= (help) Duvergier, Jean-Baptiste (1848). Collection complète des lois, décrets, ordonnances et avis du Conseil d'État (بالفرنسية). Paris. p. 683-685. ISSN:1762-4096. Archived from the original on 2023-05-28. Retrieved 27 septembre 2016. {{استشهاد بكتاب}}: تحقق من التاريخ في: |تاريخ الوصول= (help) [ الفاكس (تمت مراجعة الصفحة في 27 سبتمبر 2016) ] .

##### إنشاء دائرة عنابة (بونة)
- Loi no 55-1082 du 7 août 1955 portant création du département de Bône, dans الجريدة الرسمية للجمهورية الفرنسية. Lois et décrets (بالفرنسية). Vol. قالب:87e, no 192. 1955. p. 8171. {{استشهاد بكتاب}}: الوسيط غير المعروف |شهر= تم تجاهله يقترح استخدام |تاريخ= (help) [lire en ligne (page consultée le 27 septembre 2016)].

##### إنشاء عمالات باتنة والمدية ومستغانم والشلف وسطيف وتيارت وتيزي وزو وتلمسان.
- Décret no 56-641 du 28 juin 1956 portant réorganisation territoriale de l’Algérie, dans الجريدة الرسمية للجمهورية الفرنسية Lois et décrets (بالفرنسية). Vol. قالب:88e, no 153. 1956. p. 6143-6145. {{استشهاد بكتاب}}: الوسيط غير المعروف |شهر= تم تجاهله يقترح استخدام |تاريخ= (help) [lire en ligne (page consultée le 26 septembre 2016)].
- Décret no 57-100 du 31 janvier 1957 déterminant les conditions d’application du décret no 56-641 du 28 juin 1956 relatif à la réorganisation territoriale de l’Algérie, dans الجريدة الرسمية للجمهورية الفرنسية Lois et décrets (بالفرنسية). Vol. قالب:89e, no 28. 1957. p. 1320-1321. {{استشهاد بكتاب}}: الوسيط غير المعروف |شهر= تم تجاهله يقترح استخدام |تاريخ= (help) [lire en ligne (page consultée le 26 septembre 2016)].

##### ترسيم حدود الإثنى عشر عمالة
- Décret no 57-604 du 20 mai 1957 portant modification de limites départementales et création d’arrondissements en Algérie, dans الجريدة الرسمية للجمهورية الفرنسية. Lois et décrets (بالفرنسية). Vol. قالب:89e, no 117. 1957. p. 5051-5057. {{استشهاد بكتاب}}: الوسيط غير المعروف |شهر= تم تجاهله يقترح استخدام |تاريخ= (help) [fac-similé (page consultée le 27 septembre 2016)].

##### استحداث عمالة سور الغزلان وبجاية وسعيدة
- Décret no 58-271 du 17 mars 1958 modifiant l’organisation départementale de l’Algérie, dans الجريدة الرسمية للجمهورية الفرنسية. Lois et décrets (بالفرنسية). Vol. قالب:90e, no 65. 1958. p. 2656-2657. {{استشهاد بكتاب}}: الوسيط غير المعروف |شهر= تم تجاهله يقترح استخدام |تاريخ= (help) [fac-similé (page consultée le 27 septembre 2016)].

#### النصوص القانونية الجزائرية حول الموضوع
- no 63-189 المرسوم من16 mai 196316 مايو 1963 بشأن إعادة التنظيم الإقليمي للبلديات، في الجريدة الرسمية للجمهورية الجزائرية الديمقراطية الشعبية. Lois et décrets (بالفرنسية). Vol. قالب:2e, no 35. 1963. p. 449-578. D63-189. {{استشهاد بكتاب}}: الوسيط غير المعروف |شهر= تم تجاهله يقترح استخدام |تاريخ= (help) ي للبلديات، في الجريدة الرسمية للجمهورية الجزائرية الديمقراطية الشعبية. Lois et décrets (بالفرنسية). Vol. قالب:2e, no 82. 1963. p. 1102-1119. O63-421. {{استشهاد بكتاب}}: الوسيط غير المعروف |شهر= تم تجاهله يقترح استخدام |تاريخ= (help)
- no 63-486 الطلب من2 décembre 19632 ديسمبر 1963 بشأن إعادة التنظيم الإقليمي للبلديات، في الجريدة الرسمية للجمهورية الجزائرية الديمقراطية الشعبية. Lois et décrets (بالفرنسية). Vol. قالب:2e, no 91. 1963. p. 1272-1282. O63-486. {{استشهاد بكتاب}}: الوسيط غير المعروف |شهر= تم تجاهله يقترح استخدام |تاريخ= (help)
- no 64-54 الطلب من31 janvier 196431 يناير 1964 بشأن إعادة التنظيم الإقليمي للبلديات، في الجريدة الرسمية للجمهورية الجزائرية الديمقراطية الشعبية. Lois et décrets (بالفرنسية). Vol. قالب:3e, no 13. 1964. p. 182-186. O64-54. {{استشهاد بكتاب}}: الوسيط غير المعروف |شهر= تم تجاهله يقترح استخدام |تاريخ= (help)
- no 65-246 المرسوم من30 septembre 196530 سبتمبر 1965 تغيير اسم بعض البلديات في الجريدة الرسمية للجمهورية الجزائرية الديمقراطية الشعبية. Lois et décrets (بالفرنسية). Vol. قالب:4e, no 100. 1965. p. 1063-1139. D65-246. {{استشهاد بكتاب}}: الوسيط غير المعروف |شهر= تم تجاهله يقترح استخدام |تاريخ= (help)

- موقع سبلاف SPLAF : عمالة الجزائر أثناء الإحتلال الفرنسي 1848-1962
- بي دي إف أرشيف المحاكم الجزائرية في الحقبة الاستعمارية المحفوظة في الأرشيف الوطني لما وراء البحار في إيكس أون بروفانس (1906-1962)